# Ateles geoffroyi azuerensis
Ateles geoffroyi azuerensis conocido como "mono charao", es una subespecie de Ateles geoffroyi que se encuentra en peligro crítico de extinción según la Lista Roja de la IUCN de Especies Amenazadas. La subespecie de Azuero es uno de los tres tipos de Ateles geoffroyi en Panamá: Ateles geoffroyi panamensis que  vive desde Costa Rica hasta el Darién excluyendo Azuero, Ateles geoffroyi fusciceps que habita las provincias de Panamá y Colón, y Ateles geoffroyi azuerensis, Azuero, cuya área de distribución abarca sólo la Península de Azuero. Los nombres más comunes de esta subespecie son "mico charro", "charao" y "araña." 

## Hábitos de forrajeo
Aunque no hay estudios específicos sobre los  hábitos alimentarios del mono charao, por lo general, son frugívoros.  Estos primates dedican entre 55 a 90% del tiempo de alimentación en el consumo  de frutas, pero también comen otras partes de las plantas tales como hojas, flores, semillas,  y raíces aéreas.
A pesar de que se alimentan de una gran variedad de taxa, estos primates son especialistas debido a que su dieta consiste básicamente en fruta madura, que es fácil de penetrar. Por esta razón requieren de una amplia zona de alimentación debido a su dependencia de los recursos frutales estacionales.
Su capacidad de tragar frutos con semillas grandes, ricos en lípidos, permite la dispersión de especies de plantas que raramente son  dispersadas por otras especies de animales.
Además de la disponibilidad de fruta madura que es el factor más importante para la supervivencia del mono charao, otros factores tales como la ubicación de los recursos hídricos, los sitios para dormir, los extremos climáticos y el patrullaje de las fronteras rango, constituyen en los factores más importantes que influyen el hábitat del charao
Las investigaciones publicadas en otras subespecies de maquisapas sugieren que su hábitat requiere entre 95 a 390 hectáreas de bosque continuo. Estas cifras no han sido confirmadas para la subespecie azuerense 

## Amenazas a la supervivencia
Debido a la reducido y fragmentado hábitat del bosque seco tropical, que originalmente cubría casi toda la península de Azuero, vestigios de bosque lo suficientemente grandes para sostener las poblaciones del mono charao de Azuero son raros. Esta deforestación y la caza de los individuos constituyen los dos factores más influyentes que amenazan la supervivencia de las poblaciones de la subespecie azuerense. 

## Investigaciones
Actualmente el Mohamed bin Zayed Species Conservation Fund está financiando una investigación sobre el maquisapa de Azuero. Esta investigación está estudiando los aspectos de lo que comen estos primates, lo que constituye un corredor, y como los maquisapas sirven como indicadores de la salud de los bosques.